# Jerome McGann
Jerome John McGann (né le 22 juillet 1937) est un universitaire américain spécialiste de l'histoire de la littérature et de la culture du XVIIIe siècle à nos jours.

## Biographie
Jerome McGann étudie à Le Moyne College jusqu'en 1959, à l'Université de Syracuse jusqu'en 1962 et obtient son doctorat à l'université Yale en 1966. Jerome McGann épouse Anne Lanni en 1960, avec qui il a trois enfants. Il enseigne à l'université de Virginie depuis 1986 après avoir quitté son poste au California Institute of Technology.
McGann est membre de l'Académie américaine des arts et des sciences et a reçu le titre de docteur de l'université de Chicago en 1996 et de l'université d'État d'Athens en 2009. Il reçoit de nombreuses récompenses dont :
- en 1973 pour son travail sur Algernon Swinburne en tant que « Meilleure critique de poésie de l'année » ;
- en 1989 le Distinguished Scholar Award par la Keats-Shelley Association of America
- en 1989 le Distinguished Scholar Award par la Byron Society of America
- en 1994 la Wilbur Cross Medal, de Yale.

En 2002, il reçoit trois récompenses majeures :
- Premier prix Richard W. Lyman Award for Distinguished Contributions to Humanities Computing, National Humanities Center
- James Russell Lowell Award
- Mellon Foundation Distinguished Achievement Award.

## Publications
Jerome McGann a publié deux livres notables en 1983 : The Romantic Ideology et A Critique of Modern Textual Criticism. Il a également écrit quatre livres de poésie dont Air Heart Sermons (1976) et Four Last Poems (1996). De 1993 à 2008, il met en ligne de l'intégrale des œuvres de Dante Gabriel Rossetti. Il est également le fondateur de Applied Research in Patacriticism (en), un laboratoire informatique de recherche appliqué à la littérature.
Autres ouvrages
- Fiery Dust: Byron's Poetic Development. University of Chicago Press, 1969
- Swinburne: An Experiment in Criticism. University of Chicago Press, 1972
- The Romantic Ideology: A Critical Investigation. University of Chicago Press, 1983
- A Critique of Modern Textual Criticism. University of Chicago Press, 1983
- The Beauty of Inflections: Literary Investigations in Historical Method and Theory. Clarendon Press, 1985
- Social Values and Poetic Acts. Harvard U. Press, 1987
- Towards a Literature of Knowledge. Oxford U. Press and U. of Chicago Press, 1989
- The Textual Condition. Princeton U. Press, 1991
- Black Riders: The Visible Language of Modernism. Princeton UP, 1993
- Byron: The Complete Poetical Works, 7 Vols. Clarendon Press, The Oxford English Texts series, 1980–1993
- Poetics of Sensibility. A Revolution in Literary Style. Oxford UP, 1996
- Dante Gabriel Rossetti and the Game that Must be Lost. Yale UP, 2000
- Radiant Textuality. Literature Since the World Wide Web. Palgrave/St Martins, 2001
- Byron and Romanticism. Cambridge University Press, 2002
- Algernon Charles Swinburne. Major Poems and Selected Prose. Yale UP, 2004
- The Scholar's Art. Literary Studies in a Managed World. U. of Chicago Press, 2006
- The Point is to Change It. Poetry and Criticism in the Continuing Present. U. of Alabama Press, 2007
- Stephen Crane's The Black Riders and other lines, ed. with Afterword. Rice UP, Literature by Design series, 2009
- Byron's Manfred. Pasdeloup Press, 2009
- Are the Humanities Inconsequent? An Interpretation of Marx's Riddle of the Dog. Prickly Paradigm Press, 2009
- Online Humanities Scholarship.  The Shape of Things to Come, Rice UP, 2010
- A New Republic of Letters. Memory and Scholarship in the Age of Digital Reproduction. Harvard University Press, 2014